# Монастерио Ерманас Клсас. де Марија Мадре де ла Мисерикордија (Пунгарабато)
Монастерио Ерманас Клсас. де Марија Мадре де ла Мисерикордија (шп. Monasterio Hermanas Clsas. de María Madre de la Misericordia) насеље је у Мексику у савезној држави Гереро у општини Пунгарабато. Насеље се налази на надморској висини од 240 м.

## Становништво
Према подацима из 2010. године у насељу је живело 36 становника.

### Хронологија
| Година       | 2010 |
| ------------ | ---- |
| Становништво | 36   |

### Попис
| # | Индикатор                     | Вредност |
| - | ----------------------------- | -------- |
| 1 | Укупно домаћинстава           | 3        |
| 2 | Укупно насељених домаћинстава | 1        |
| 3 | Величина локације             | 1        |